# Ladislav Kralj Međimurec
Ladislav Kralj Međimurec (Čakovec, 24. travnja 1891. – Čakovec, 9. veljače 1976.) bio je hrvatski slikar i grafičar
U rodnom Čakovcu započeo je životni put koji ga je vodio kroz umjetničke akademije u Budimpešti (1910. – 1912.) i Beču (1922. – 1924.), gdje je pod mentorstvom Rudolfa Jettmara stekao formalno obrazovanje. Dodatak „Međimurec” odlučio je uzeti u znak ljubavi prema rodnom kraju.
Umjetnički razvoj Kralja Međimurca obilježilo je nekoliko distinktivnih faza. Rani radovi iz 1920-ih odlikuju se odbacivanjem idealizacije i širokim potezima kista. Socijalna tematika dominirala je njegovim stvaralaštvom kasnih 1920-ih i ranih 1930-ih, što se očituje u djelima poput „Radnici na pruzi” (1927.) i „Međimurka” (1933.). Tijekom ovog razdoblja stvorio je značajne grafičke cikluse: „Čakovec” (1924. – 1926.), „Dalmacija” (1926. – 1928.) i „Varaždin” (1929. – 1932.).
Ratne godine proveo je u Krkancu kraj Varaždina, gdje se posvetio pejzažnom slikarstvu koje će postati njegova trajna preokupacija. Poslijeratno stvaralaštvo obilježavaju tri značajne faze: šenkovečka (1946. – 1956.), mihovljanska (1956. – 1961.) i štrigovska (1961. – 1968.). Tijekom ovih razdoblja njegov se izraz razvijao od granuliranog efekta postignutog impasto tehnikom do pojednostavljenih kolorističkih ploha s postimpresionističkim elementima.
Kao likovni pedagog djelovao je u gimnazijama Karlovca, Nove Gradiške i Varaždina, utječući na razvoj mladih umjetničkih talenata sjeverozapadne Hrvatske. Njegov umjetnički opus obuhvaća različite tehnike i žanrove: od uljanih slika i grafika do crteža, pastela i akvarela. Stilski raspon njegova stvaralaštva proteže se od secesijskog naturalizma preko postimpresionističkih tendencija do apstraktnog ekspresionizma.
Umjetnikova ostavština danas je dostupna javnosti kroz Memorijalnu zbirku otvorenu 1979. godine u njegovoj čakovečkoj kući, gdje se čuva 38 slika, 6 crteža, 14 grafika te brojni osobni predmeti i dokumenti. 

## Galerija
- Ladislav Kralj Međimurec: Autoportret sa sestrom (oko 1937.)
- Slikarev autoportret.
- Memorijalna zbirka Ladislava Kralja Međimurca – dnevna soba.